# Monasterio de El Carmen Bajo
El Monasterio del Carmen Moderno de la Santísima Trinidad, también conocido como Carmen Moderno, Carmen de Latacunga o más popularmente como El Carmen Bajo, es uno de los dos monasterios femeninos carmelitas de clausura de Quito. Se encuentra ubicado entre las calles Venezuela y Olmedo, en el centro histórico de la ciudad.
Fue fundado por un grupo de monjas carmelitas que llegaron como refugiadas a Quito desde la ciudad de Latacunga luego de que el monasterio original fuera destruido por un terremoto en 1698. Su nombre ayuda a distinguirlo del Monasterio de El Carmen Alto o Antiguo.

## Nombre

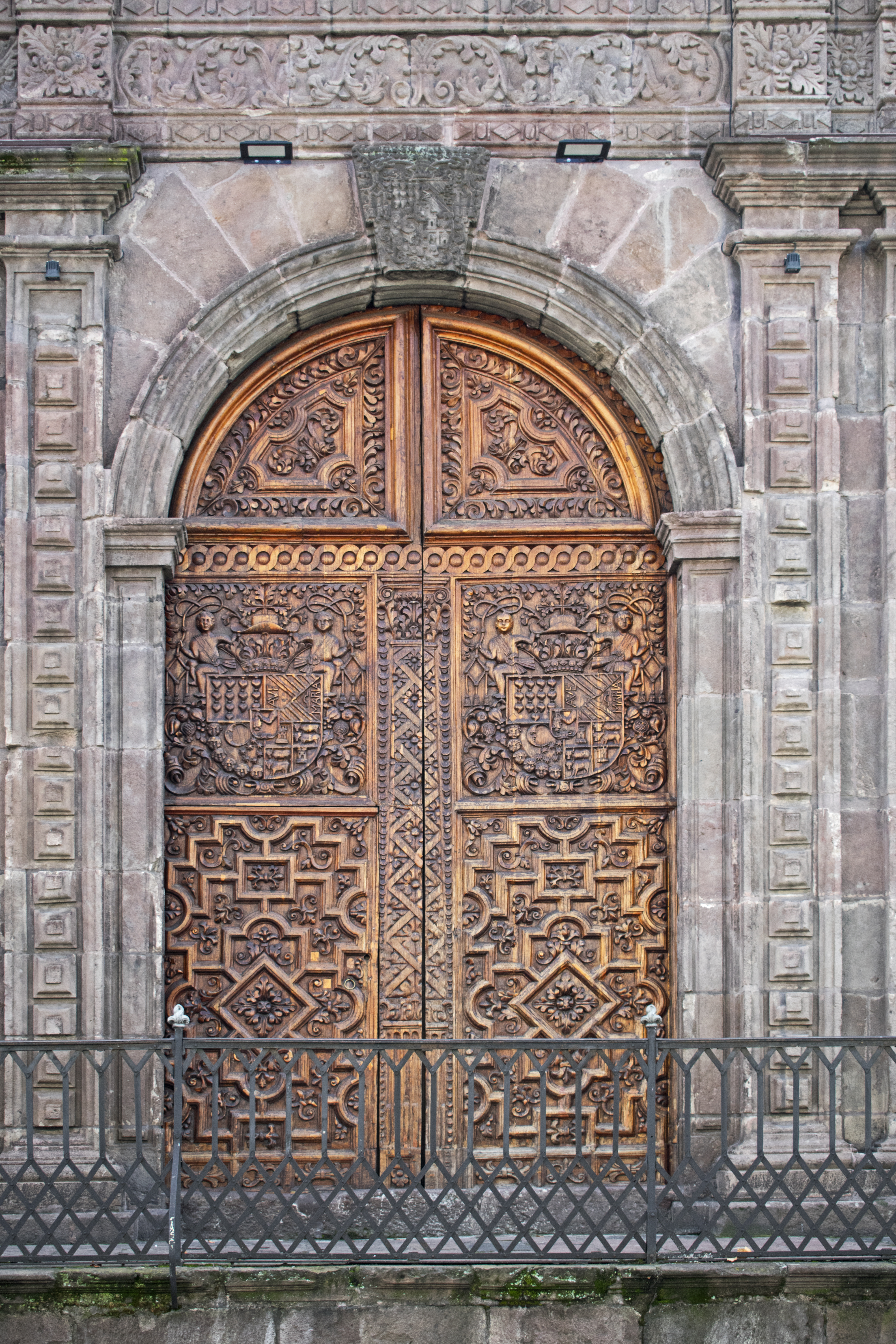
Portada norte de la iglesia conventual.

Existen varias denominaciones para referirse a este monasterio carmelita. Desde su nombre completo Monasterio del Carmen Moderno de la Santísima Trinidad, hasta Carmen Moderno o Carmen Bajo, incluyendo algunas variaciones de estos nombres (que pueden o no incluir el artículo definido «El» como parte del nombre propio) tales como: Monasterio del Carmen Bajo, Monasterio de El Carmen Bajo, Convento de El Carmen Bajo, Monasterio del Carmen de la Santísima Trinidad etc. Sin embargo, la manera más popular de referirse a él es simplemente como «El Carmen Bajo».
Los términos «Bajo» y «Moderno» son designaciones que permiten diferenciarlo del otro monasterio carmelita de la ciudad que, por oposición, se llama Carmen «Alto» o Carmen «Antiguo». Estos nombres reflejan su situación topográfica y época de fundación ya que uno se asienta en la parte «baja» de una pendiente del centro histórico y además fue fundado más tarde (por eso «moderno») que el otro.

## Historia

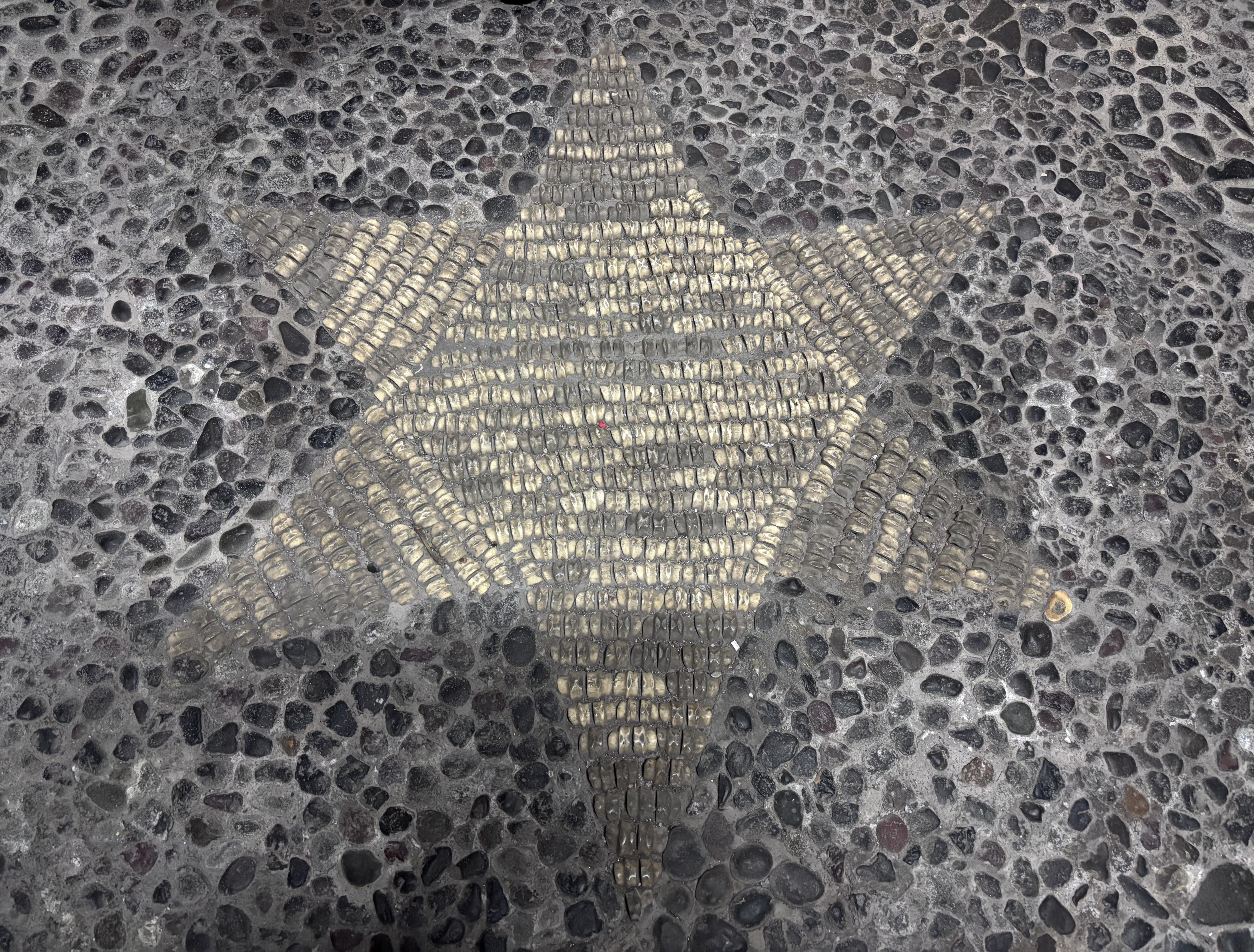
Decoración del suelo de la portería

En 1653 un grupo de monjas carmelitas llegadas de Lima fundaron en Quito un monasterio que en la actualidad se conoce como El Carmen Alto o Antiguo. Desde esta ciudad se envió en 1669 una comunidad para establecer otro en Latacunga

### Fundación original en Latacunga
A través del prelado diocesano Alonso de la Peña y Montenegro, el presidente de la Real Audiencia Pedro Vásquez de Velasco y la madre priora del monasterio del Carmen de San José Bernardina María de Jesús, entre otros, la comunidad carmelita asentada en Quito gestionó en la Corte de Madrid un permiso para poder fundar un nuevo monasterio en Latacunga. Así, el 27 de noviembre de 1662 el rey Felipe IV expidió una Real Cédula dirigida al presidente de la Audiencia Antonio Fernández de Heredia. Sin embargo, esta cédula no llegó a Quito y luego de ciertos reclamos se expidió una copia legalizada de la misma el 1 de octubre de 1665

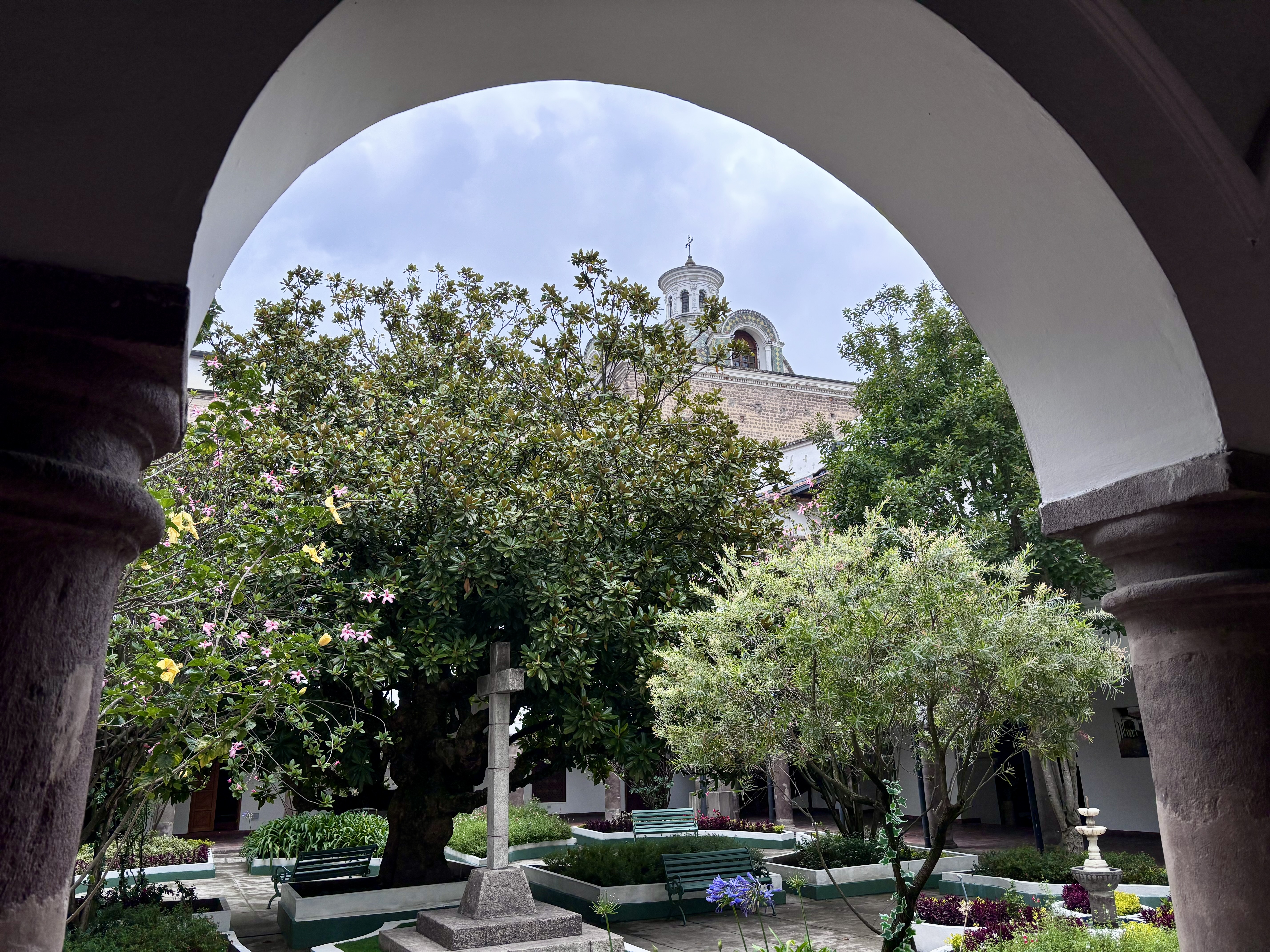
Uno de los claustros

Finalmente, luego de cumplir con todos los requisitos necesarios, el 26 de agosto de 1669 se fundó el Monasterio de Carmelitas Descalzas de Latacunga por decreto episcopal del obispo Alonso de la Peña y Montenegro:. De esta manera se envió un grupo de monjas de la comunidad carmelita asentada en Quito (el actual Carmen Alto) para establecer el nuevo monasterio En el documento fundacional se establecieron los siguientes cargos
- Priora: Bernardina María de Jesús
- Subpriora: María Teresa de San José
- Conventual: Francisca María del Niño Jesús

En esta época el monasterio también recibió las denominaciones de "Nuestra Señora de las Angustias" y "de la Santísima Trinidad", que se mantiene hasta la actualidad.

### Terremoto de 1698 y traslado a Quito
En 1698 un terremoto afectó gravemente la ciudad de Latacunga y como resultado su monasterio carmelita quedó destruido. Esto obligó a la comunidad a retornar a Quito en busca de refugio, pero debido a la regla de su orden que prohíbe albergar más de 21 religiosas en cada monasterio no pudieron integrarse al único que funcionaba en ese entonces en la ciudad. Por lo tanto, esta comunidad de religiosas refugiadas tuvo que establecer un monasterio aparte que desde 1706 está en su ubicación actual, entre las calles Olmedo y Venezuela Como consecuencia, al primer Monasterio del Carmen de Quito se le llama en la actualidad Monasterio del Carmen Alto o del Carmen Antiguo, mientras que el nuevo monasterio recibe el nombre de El Carmen Bajo o El Carmen Moderno.

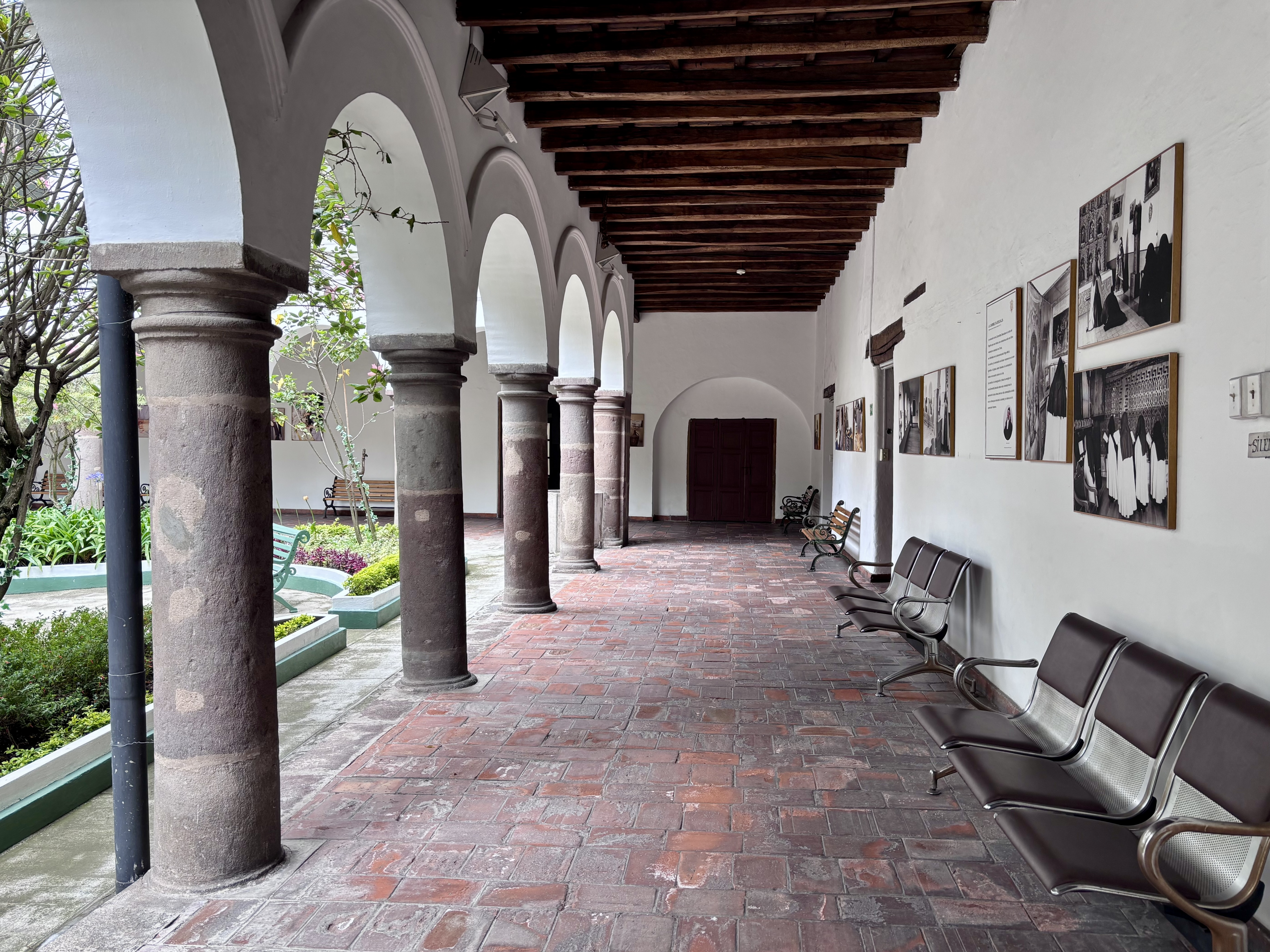
Crujía
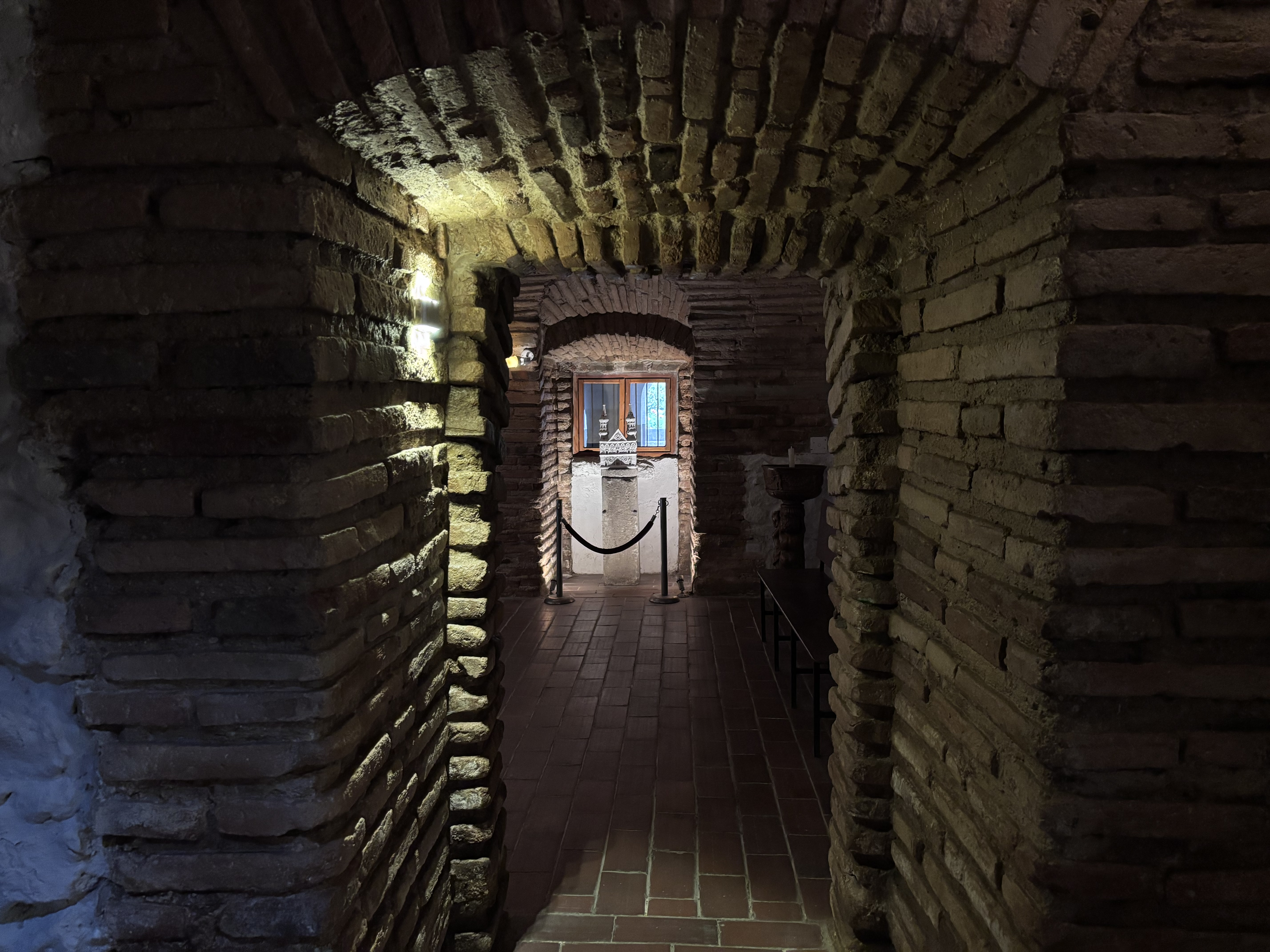
Arquerías
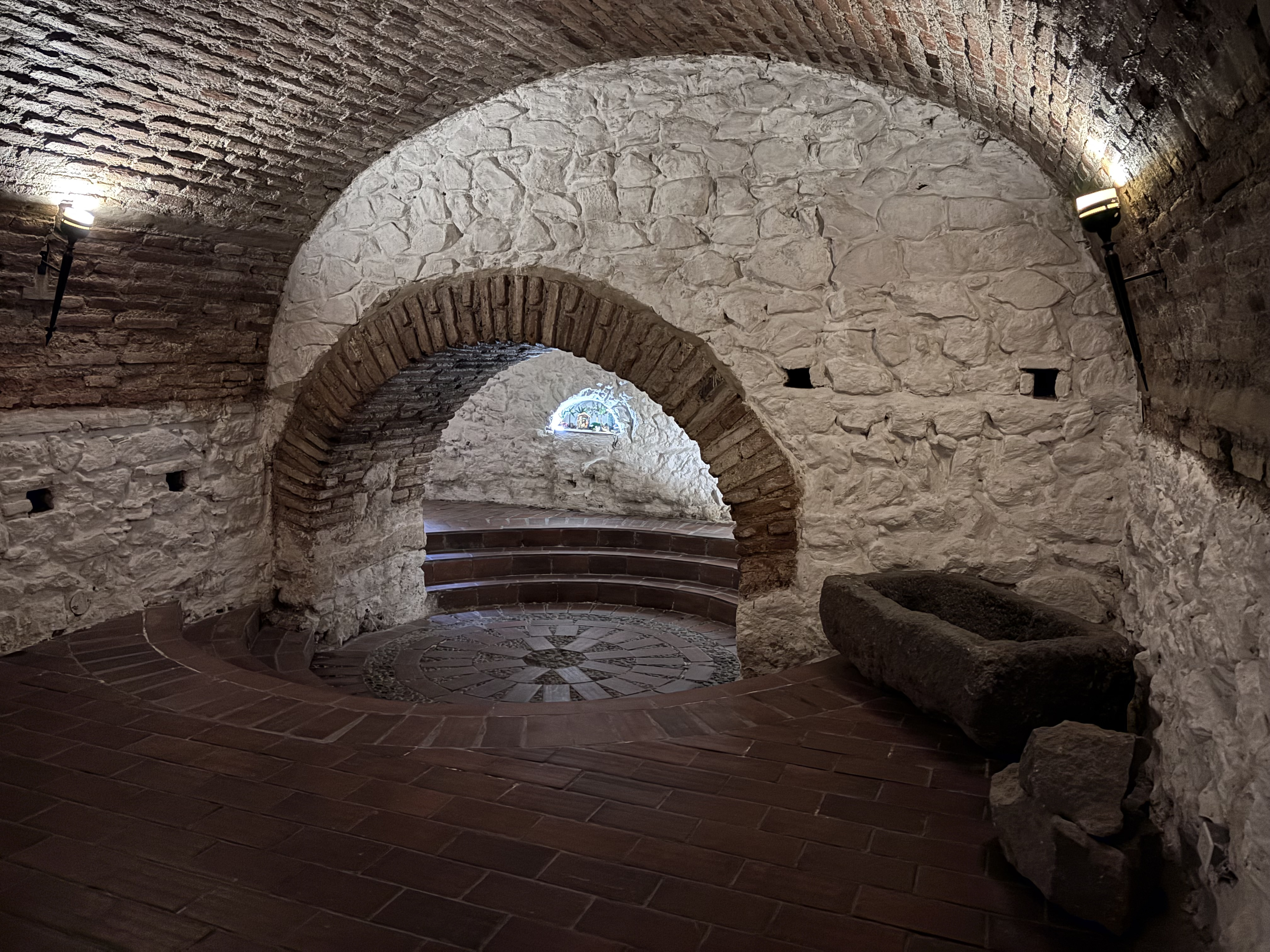
Arquerías
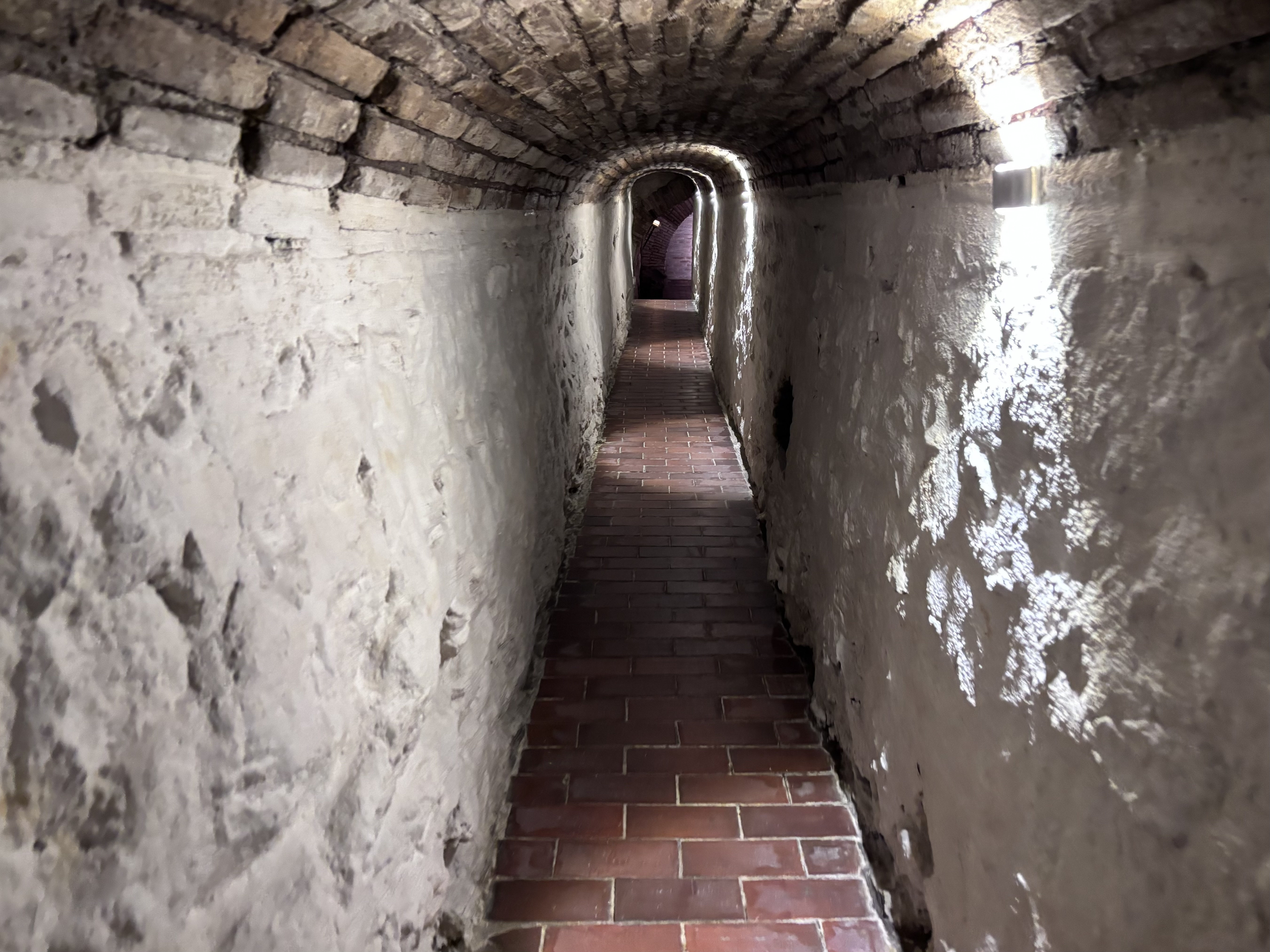
Arquerías
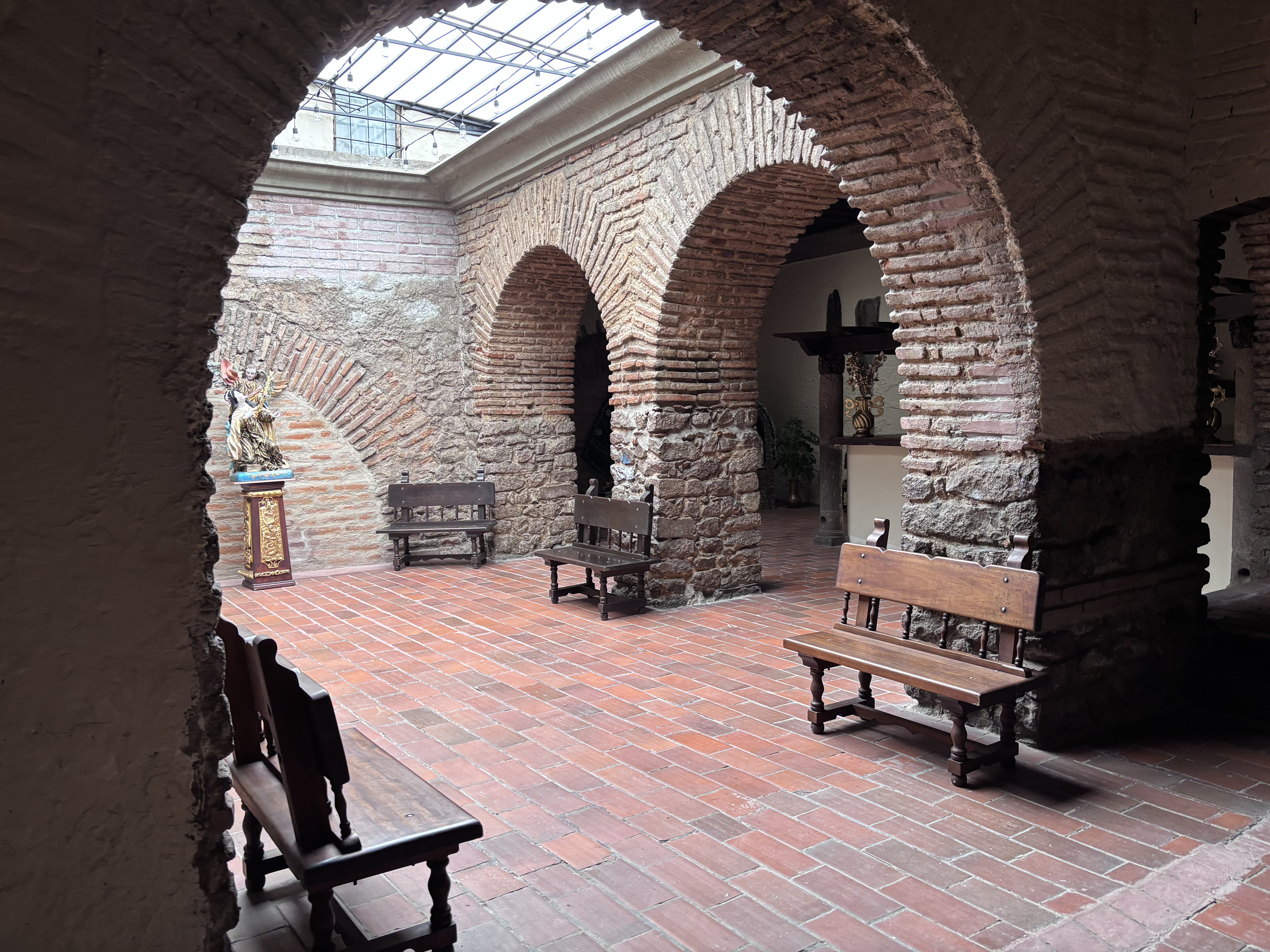
Arquerías
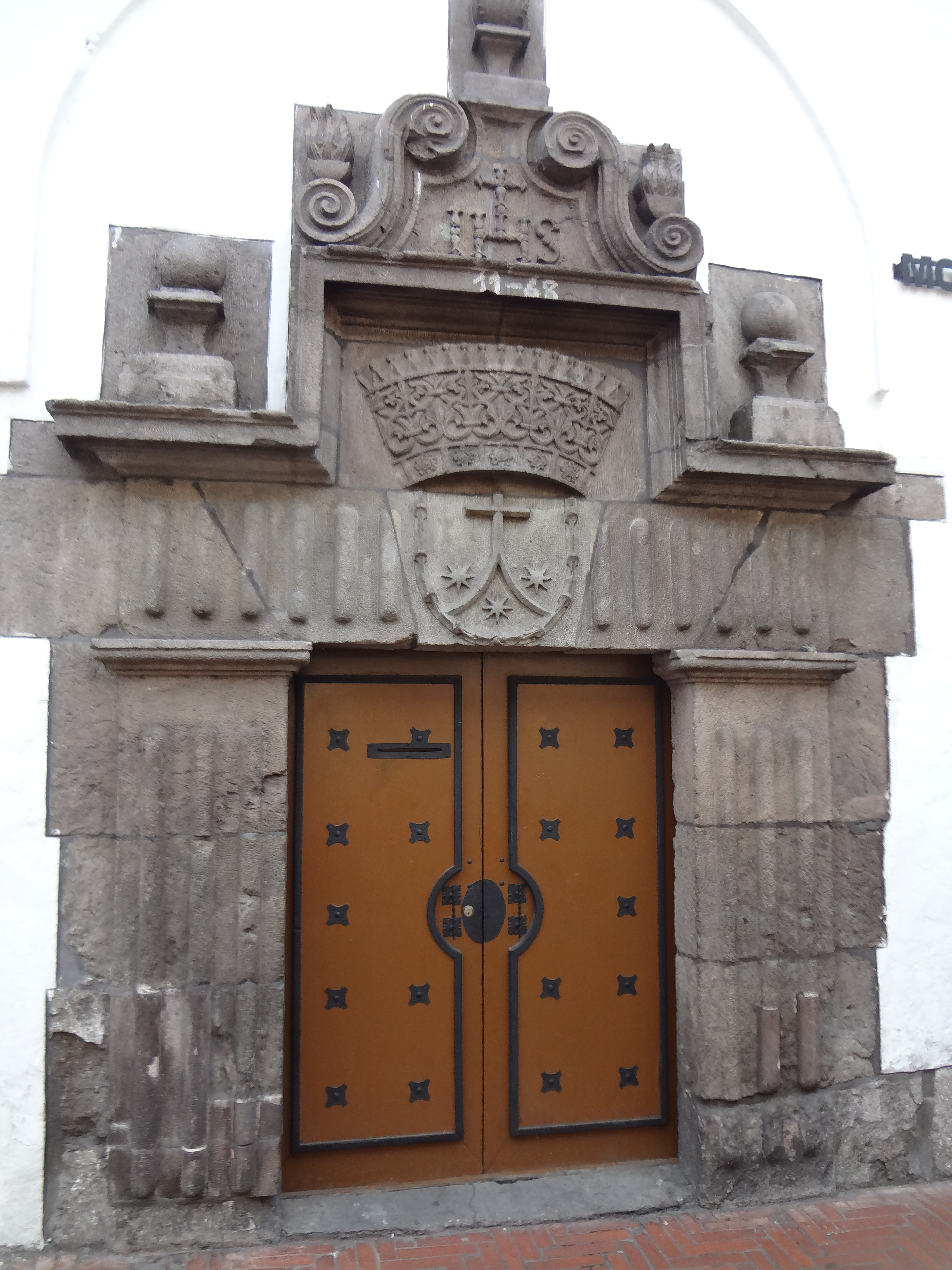
Portería